# Адагум (хутір)
Адагум — хутір в Кримському районі Краснодарського краю. Центр Адагумського сільського поселення.
Хутір розташований за 31 км на захід від міста Кримськ. Найближча залізнична станція розташована 4 км на захід від хутора в станиці Варениківська.
Назву хутір отримав від річки Адагум (ліва притока Кубані).